# Замошье (Селижаровский район)
Замошье — деревня в Селижаровском муниципальном округе Тверской области России. До 2020 года входила в состав ныне упразднённого Дмитровского сельского поселения Селижаровского муниципального района.

## География
Деревня находится на западе центральной части Тверской области, в зоне хвойно-широколиственных лесов, в пределах Валдайской возвышенности, на расстоянии примерно 41 километра (по прямой) к юго-западу от Селижарова, административного центра округа. Абсолютная высота — 280 метров над уровнем моря.

### Климат
Климат характеризуется как умеренно континентальный, с относительно мягкой зимой и прохладным летом. Среднегодовая температура воздуха — 4 °C. Средняя температура воздуха самого холодного месяца (января) — −9 °C; самого тёплого месяца (июля) — 17 — 18 °C. Вегетационный период длится около 190 дней. Годовое количество атмосферных осадков составляет в среднем 598 мм, из которых большая часть выпадает в тёплый период. Снежный покров держится в течение 140 дней.

### Часовой пояс
Деревня Замошье, как и вся Тверская область, находится в часовой зоне МСК (московское время). Смещение применяемого времени относительно UTC составляет +3:00.

## Население
| 2010 |
| ---- |
| 0    |